# عوف (عين الدفالي)
عوف هي إحدى مشيخات المملكة المغربية، تتبع جغرافيا لإقليم سيدي قاسم وإداريًا لعين الدفالي. يقدر عدد سكانها بـ 7161 نسمة حسب الإحصاء الرسمي للسكان والسكنى لسنة 2004.